# Lista över offentlig konst i Botkyrka kommun
Det här är en ofullständig lista över offentlig konst i Botkyrka kommun. Listan innehåller endast konst som står på eller vid offentlig plats utomhus.

## Fittja
| Titel                                            | Konstnär(er)                       | Årtal     | Beskrivning                                      | Typ - material | Plats Koordinater                           | Bild                 |
| ------------------------------------------------ | ---------------------------------- | --------- | ------------------------------------------------ | -------------- | ------------------------------------------- | -------------------- |
| The Return                                       | Pia-Lina Andersson Peter Thuvander | 2008–2009 |                                                  | skulpturgrupp  | Fittjaskolan koordinater saknas             |                      |
| Okänd titel                                      | Okänd                              |           | Två höga röda former, likt två bänkar på högkant | skulptur       | Fittjanäset 59.2488, 17.87095               |                      |
| Den knutna revolvern Även känd som: Non-Violence | Carl Fredrik Reuterswärd           | 2002      | En revolver med en knut på pipan                 | skulptur       | Fittja tunnelbanestation 59.24743, 17.86075 | Den knutna revolvern |

## Hallunda
| Titel                                                             | Konstnär(er)                                              | Årtal | Beskrivning                                                                  | Typ - material                                  | Plats Koordinater              | Bild                                                              |
| ----------------------------------------------------------------- | --------------------------------------------------------- | ----- | ---------------------------------------------------------------------------- | ----------------------------------------------- | ------------------------------ | ----------------------------------------------------------------- |
| utan titel                                                        | Maria Backman                                             | 1990  |                                                                              | väggmålning                                     | Riksteatern 59.2448, 17.81839  | utan titel                                                        |
| Klänningsdramat och det brinnande hjärtats gångjärnsdans          | Gittan Jönsson                                            | 1988  |                                                                              | väggmålning                                     | Riksteatern 59.24475, 17.81991 | Klänningsdramat och det brinnande hjärtats gångjärnsdans          |
| "Past, present & future" teaterns historia. Två målningar.        | Daniel " PUPPET" Blomqvist Sander Pappot puppetindustries | 2001  | Målningar utförda 2001 Signerad Puppet från Sverige och Sender från Holland. | väggmålning - akryl sprayfärg. samt efterlackad | Riksteatern 59.24438, 17.81837 | "Past, present & future" teaterns historia. Två målningar.        |
| Det var en fågel som först märkte att någonting höll på att hända | Annie Winblad Jakubowski                                  | 1990  | text ur Erik Beckmans diktsamling "två dikter"                               | väggmålning                                     | Riksteatern 59.24477, 17.82003 | Det var en fågel som först märkte att någonting höll på att hända |

## Norsborg
| Titel            | Konstnär(er)  | Årtal    | Beskrivning                                                               | Typ - material  | Plats Koordinater                             | Bild             |
| ---------------- | ------------- | -------- | ------------------------------------------------------------------------- | --------------- | --------------------------------------------- | ---------------- |
| Okänd titel      | Torsten Fridh | 1990-tal | På fundamentet en tung, oslipad stenplatta fylld med fossiler och snäckor | skulptur - sten | Lokes väg, Norsborg 59.24606, 17.81249        |                  |
| Okänd titel      | Torsten Fridh | 1990-tal | Två korta pelare på ett kraftigt fundament                                | skulptur - sten | Balders väg 19 A, Norsborg 59.24732, 17.81112 |                  |
| Okänd titel      | Torsten Fridh | 1990-tal | Stenblock bildande en robot                                               | skulptur - sten | Brages väg 19 C, Norsborg koordinater saknas  |                  |
| Okänd titel      | Torsten Fridh | 1990-tal | Hybrid av en kolonn och en robot                                          | skulptur - sten | Iduns väg 19 D, Norsborg koordinater saknas   |                  |
| Flygande järnman | Björn Selder  | 1990-tal |                                                                           | skulptur - järn | Tors väg 23 A, Norsborg 59.24563, 17.80601    | Flygande järnman |
| Okänd titel      | Björn Selder  |          |                                                                           |                 | Friggs väg 23 C, Norsborg koordinater saknas  |                  |
| Okänd titel      | Björn Selder  |          |                                                                           |                 | Höders väg 23 B, Norsborg koordinater saknas  |                  |
| Okänd titel      | Björn Selder  |          |                                                                           |                 | Odens väg, Norsborg koordinater saknas        |                  |
| Kvinna i brons   | Curt Thorsjö  |          |                                                                           |                 | Höders väg, Norsborg 59.24716, 17.81327       | Kvinna i brons   |
| Okänd titel      | Curt Thorsjö  |          | Kvinnofigur i brons                                                       |                 | Norsborgs centrum 59.24437, 17.81451          |                  |
| Okänd titel      | Curt Thorsjö  |          |                                                                           |                 | Tors väg 20 B, Norsborg koordinater saknas    |                  |
| Okänd titel      | Curt Thorsjö  |          |                                                                           |                 | Odens väg 20 A, Norsborg koordinater saknas   |                  |

## Tumba
| Titel             | Konstnär(er)       | Årtal | Beskrivning                                                      | Typ - material                      | Plats Koordinater                                     | Bild              |
| ----------------- | ------------------ | ----- | ---------------------------------------------------------------- | ----------------------------------- | ----------------------------------------------------- | ----------------- |
| Fruset vatten     | Lenny Clarhäll     | 1994  |                                                                  | skulptur                            | Munkhättevägen 73-75 59.20058, 17.83512               | Fler bilder       |
| Låt fantasin leva | Lars Isacson       |       |                                                                  | väggmålning                         | Storvretsvägen 25 59.19072, 17.83371                  | Låt fantasin leva |
| Play Time         | Hans Isaksson      | 2009  |                                                                  | skulptur                            | äldreboendet Silverkronan 59.20203, 17.82996          |                   |
| Häcklöparen       | Knut-Erik Lindberg |       |                                                                  | staty - brons                       | utanför Idrottshuset 59.20178, 17.83399               | Fler bilder       |
| Mellanrum         | Pål Svensson       | 1993  |                                                                  | fyra stenstoder - diabas och granit | utanför Xcenter 59.20115, 17.83619                    |                   |
| Tidskällan        | Stefan Thorén      |       | ursprungligen en fontänskulptur vid Tumba torg                   | fyra skulpturer - kalksten          | Korsningen Dalvägen/Storvretsvägen 59.19789, 17.83812 |                   |
| Okänd titel       | Okänd              |       |                                                                  | väggmålning                         | Segersjövägen 23 59.19507, 17.81006                   |                   |
| skidåkare         | Okänd              |       | relief av en skidåkare på ett privat bostadshus, byggt 1910–1911 | väggrelief                          | Utterviksvägen, Uttran 59.19258, 17.79689             |                   |

## Tullinge
| Titel                        | Konstnär(er)      | Årtal | Beskrivning | Typ - material                      | Plats Koordinater                        | Bild |
| ---------------------------- | ----------------- | ----- | ----------- | ----------------------------------- | ---------------------------------------- | ---- |
| Ön                           | Eva Arnqvist      | 2011  |             | lekskulptur                         | förskolan Bäverhyddan koordinater saknas |      |
| Fönster Mönster Djur & Natur | Gunilla Klingberg | 2008  |             | självhäftande folie på fasadfönster | förskolan Myrstacken koordinater saknas  |      |

## Vårsta, Grödinge
| Titel                      | Konstnär(er)  | Årtal | Beskrivning | Typ - material                         | Plats Koordinater                       | Bild                       |
| -------------------------- | ------------- | ----- | ----------- | -------------------------------------- | --------------------------------------- | -------------------------- |
| Emma Fürstenberg           | Poul Bjerre   |       |             | byst                                   | Vårstavi, trädgården koordinater saknas | Emma Fürstenberg           |
| Själsläkekonstens idé      | Poul Bjerre   |       |             | skulptur                               | Vårstavi, trädgården koordinater saknas | Själsläkekonstens idé      |
| Sören Bjerre               | Poul Bjerre   |       |             | byst                                   | Vårstavi, trädgården koordinater saknas | Sören Bjerre               |
| Ynglingen med livsbägaren  | Poul Bjerre   |       |             | skulptur - brons                       | Vårstavi, parken koordinater saknas     |                            |
| Okänd titel                | Poul Bjerre   |       |             | skulptur                               | Vårstavi, trädgården koordinater saknas |                            |
| Okänd titel                | Poul Bjerre   |       |             | skulptur                               | Vårstavi, trädgården koordinater saknas |                            |
| Jag var här!               | Andreas Gedin | 2011  |             | neonskylt och utomhusklassrum i marmor | Malmsjö skola 59.16536, 17.79423        | Jag var här!               |
| Chaos Carolinensis         | Eric Matteoni | 2003  |             | skulptur - brons                       | Himmerfjärdsverket 59.06827, 17.70743   |                            |
| Själsläkaren och patienten | Carl Milles   | 1903  |             | byst över Poul Bjerre - brons          | Vårstavi, parken koordinater saknas     | Själsläkaren och patienten |